# Turecká menšina v Česku
Turecká menšina v Česku (turecky Çek Cumhuriyeti'ndeki Türkler) tvoří jednu z menších komunit národnostních menšin v zemi. Označuje etnické turecké migranty, kteří přišli do České republiky a také rostoucí komunitu českého původu s úplným nebo částečným tureckým původem. Po roce 2020 tvořila, s celkovým počtem okolo čtyř tisíc českých Turků, také největší muslimskou komunitu v Česku.

## Historie

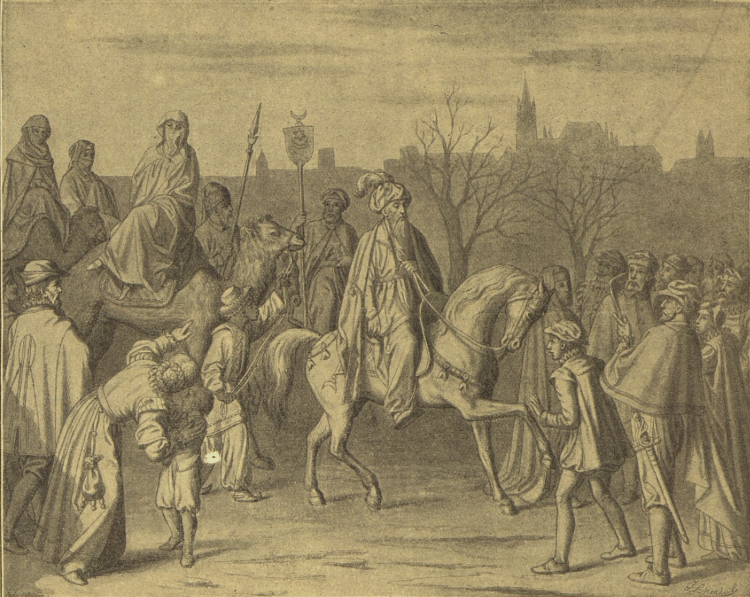
Zobrazení osmanského poselstva v Praze v roce 1575 (J. Scheiwl, cca 1880)

Po dobytí Konstantinopole Turky roku 1453 byly Osmanská říše a země Koruny české, později jakožto součást Habsburské monarchie, v otevřeném nepřátelství. Jedněmi z prvních Turků, kteří se do Čech dostali, byli členové osmanských poselstev v Praze, které sem ve druhé polovině 16. a začátku 17. století dorazily. Až téměř do konce 20. století se pak v případě osob tureckého původu, které se v českých zemích usadily, jednalo o jednotlivce.
Ani po zániku Československa a vzniku samostatné České republiky roku 1993 se Česko nestalo častou volbou pro turecké přistěhovalce, kteří většinou odcházeli do sousedního Rakouska a Německa, kde se velké turecké komunity tvořily zejména od 60. let 20. století. Mezinárodní migrace se ale po roce 2010 stává pro Českou republiku relativně novým fenoménem a postupně se díky své dobré ekonomické výkonnosti a politické stabilitě stává stále častější cílovou destinací.

## Demografie
Rostoucí turecká komunita tvořila začátkem 20. let 21. století tvořila největší muslimskou komunitu v České republice. Hlavními důvody migrace je především hledání lepších pracovních příležitostí či vysokoškolské studium. To přispívá k nárůstu stálé turecké menšiny v Česku. Většina Turků do země míří přímo z Turecka, došlo však také k etnické migraci z jiných postosmanských zemí, zejména tureckých Makedonců ze Severní Makedonie.
Turecká komunita se usadila většinou v největších a kulturně rozmanitějších městských centrech země, s nízkou mírou nezaměstnanosti.
Politicky se většinově komunita staví příznivě k politice v Turecku opoziční Republikánské lidové strany. Je zde pak malá podpora vládnoucí Strany spravedlnosti a rozvoje tureckého prezidenta Recepa Tayyipa Erdoğana, jehož vláda vykazuje autoritářské sklony.

## Významní lidé
- Murat Saygıner (* 1989), digitální umělec, filmař a fotograf